# Dołubowo-Wyręby
Dołubowo-Wyręby [dɔwuˈbɔvɔ vɨˈrɛmbɨ] est un village polonais de la gmina de Grodzisk dans le powiat de Siemiatycze et dans la voïvodie de Podlachie.